# 高槻市立五領中学校
高槻市立五領中学校（たかつきしりつ ごりょうちゅうがっこう）は、大阪府高槻市道鵜町三丁目にある公立中学校。
創立記念日は2月3日。学校の目標は「自分が好き 仲間が好き,豊かな人権感覚を育てよう　地域に学び 地域に育つ　自然を愛し地域の人から学ぼう　よく考え 進んで実行」である。

## 沿革
- 1974年4月1日 - 高槻市立第六中学校より分離開校
- 1983年11月10日 - 校歌制定
- 2007年4月 - 2学期制を導入（高槻市立小中学校ではこの年から一斉導入）。

## 交通
- 阪急京都線上牧駅 南西へ2.2km。
- 高槻市営バス 道鵜町北口バス停（12番系統）徒歩5分

## 通学区域
- 高槻市立五領小学校、高槻市立上牧小学校の通学区域。

## 出身者
- 平尾駿輝 - サッカー選手